# Régie de l'assurance maladie du Québec
La Régie de l'assurance maladie du Québec (RAMQ) est un organisme du gouvernement du Québec institué en 1969 et relevant du ministère de la Santé et des Services sociaux. Sa fonction relative au système de service public de santé et de services sociaux du Québec vise à maintenir et à améliorer la santé de la population en assurant à tous l'accès aux soins de santé gratuits (au moyen de différentes taxes et impôts).
La RAMQ administre le régime d'assurance maladie, le régime public d'assurance médicaments ainsi que près d'une quarantaine d'autres programmes qui lui sont confiés par le gouvernement. Parmi ceux-ci on retrouve des services dentaires et optométriques, les prothèses, orthèses et autres aides techniques, ainsi que l'administration des contributions financières des adultes hébergés en centre d'accueil.
Sur le plan monétaire, les aspects les plus importants de cette administration sont le versement des honoraires aux professionnels de la santé pour les services qu'ils ont rendus, et le remboursement d'une partie du coût des médicaments prescrits.
La Régie compte 1 693 employés réguliers et occasionnels.

## Missions et services
Sources de financement de la RAMQ pour l'année terminée le 31 mars 2022
- Fonds des services de santé (61,91 %)
- Fonds de l'assurance médicaments (30,31 %)
- Gouvernement du Québec (5,38 %)
- CNESST (1,34 %)
- Autres sources (1,07 %)

### Carte d'assurance maladie
La carte d'assurance maladie (aussi surnommée « carte soleil » du fait de l'apparence de la carte entre 1976 et 2018,) que la RAMQ offre aux citoyens couvre actuellement 8,3 millions de personnes. 1,5 million de cartes ont été émises entre le 1er avril 2021 et le 31 mars 2022.
La carte a été implantée le 1er août 1970 par le ministre de la Santé d'alors, Claude Castonguay, qui est considéré comme le père de l'assurance maladie. On y retrouve :
- le numéro d'assurance maladie : Un code de 4 lettres et de 8 chiffres. Soit : Les 3 premières lettres du nom de famille à la naissance, la 1re lettre du prénom, les 2 derniers chiffres de l'année de naissance, le mois de naissance (+50 pour les femmes), le jour de naissance, un numéro permettant de distinguer les personnes pour lesquelles les 10 premiers caractères sont identiques et finalement un chiffre-preuve ;
- la photo et la signature de la personne si elle a 14 ans ou plus[7] ;
- le prénom et le nom de famille de la personne ;
- la date de naissance et le sexe de la personne ;
- l'année et le mois d'expiration de la carte.

Outre les services médicaux, elle assure la couverture de certains services dentaires (pour tous les enfants de moins de 10 ans et les prestataires d’un programme d’aide financière de dernier recours) et optométriques, les aides auditives ou visuelles, certains appareils nécessaires aux stomisés permanents et des prothèses oculaires ou mammaires.
La carte doit être valide et présentée en tout temps, sinon la personne assurée devra payer pour les services de santé qui lui sont rendus, et demander un remboursement à la Régie de l'assurance maladie. Dans certaines situations, il est cependant possible de recevoir des soins de santé sans avoir à débourser, même si la carte n'est pas présentée. C'est le cas quand :
- une personne a besoin de soins urgents ;
- un enfant de moins d'un an n'a pas encore de carte d'assurance maladie (il se peut que le médecin demande la carte de l'un des parents) ;
- une personne âgée de 14 à 17 ans (inclusivement) consulte un médecin sans l'autorisation de ses parents ;
- une personne est hébergée en centre de réadaptation ou dans un centre d'hébergement et de soins de longue durée.

### Assurance médicaments
Le régime public d'assurance médicaments (RPAM), administré par la RAMQ, est un régime gouvernemental d'assurance qui offre depuis 1997 une protection de base pour les médicaments aux personnes qui n'ont pas accès à un régime privé.

## Historique

### Prémices
C'est dans les années 1930 qu'un parti politique forme pour la première fois au Québec un projet de régime d'assurance maladie. Il s'agit du Parti libéral du Québec lors de son congrès de 1938. Porté au pouvoir l'année suivante, le gouvernement d'Adélard Godbout institue en 1941 une commission d'enquête sur les problèmes hospitaliers dont le rapport en 1943 propose la mise en place d'un programme d'assurance maladie universelle. Une autre commission est aussitôt mise en place pour la réalisation de ce projet, mais le gouvernement est défait en 1944 et l'Union nationale portée au pouvoir abandonne le chantier. Comme le souligne l'historien Jacques Rouillard, n'eût été de ce tournant de l'histoire, le Québec serait probablement devenue la première province canadienne à mettre en place un programme d'assurance maladie universelle au Canada.
Le projet d'instituer un programme d'assurance maladie se manifeste ensuite en Saskatchewan, sous le gouvernement de Tommy Douglas, en 1962. La question intéresse aussi le gouvernement fédéral. En effet, en 1958, le premier ministre conservateur John Diefenbaker, lui-même originaire de la Saskatchewan, avait décrété que le gouvernement fédéral financerait à hauteur de 50 % tout régime provincial d'« assurance-hôpital ». En 1964, une commission royale sur le système de santé national instituée par Diefenbaker et présidée par Emmett Matthew Hall recommande l'adoption au niveau fédéral du modèle saskatchewanais. En 1966, le gouvernement libéral minoritaire de Lester B. Pearson lance le programme, financé à parts égales par le fédéral et les provinces.

### La Régie de l’assurance maladie du Québec
Bien qu'ayant connu de nombreux rebondissements avant de voir le jour, la Régie de l'assurance maladie du Québec est finalement mise sur pied par Claude Castonguay, ministre du cabinet de Robert Bourassa, en 1970.
Son financement est modifié quelques années plus tard avec l'instauration du Fonds des services de santé (et ses prédécesseurs). La cotisation remise au FSS, telle que définie au Chapitre IV de sa loi constitutive, est progressivement augmentée jusqu'aux années 1990.
Au début de l’année 2022, à la suite des lacunes constatées dans le système de santé pendant la pandémie de COVID-19, plusieurs réformes de la Régie de l’assurance maladie ont été proposées, notamment :
- la fin de l’obligation pour les médecins de se désaffilier du régime d'assurance pour être autorisés à pratiquer dans le secteur privé ;
- le transfert vers le privé de certaines interventions qui seraient tout de même remboursées par la Régie.